# Lotte Tarkka
Lotte Maria Tarkka, född 19 januari 1963 i Helsingfors, är en finländsk folklorist.
Tarkka blev filosofie kandidat 1989, filosofie licentiat 1994 och filosofie doktor i folkloristik 2005, allt vid Helsingfors universitet. Vid samma lärosäte tjänstgjorde hon 2007–2009 som docent. Sedan 2009 innehar hon en professur i folkloristik.
Tarkkas forskningsintressen inbegriper bland annat finländsk folkdiktning på runometer, folktro och mytologi samt Kalevala.
År 2012 utnämndes hon till ledamot av Finska Vetenskapsakademien. Sedan 2019 är hon ordförande i Finska litteratursällskapet.